# Maella (kommunhuvudort)
Maella är en kommunhuvudort i Spanien.   Den ligger i provinsen Provincia de Zaragoza och regionen Aragonien, i den östra delen av landet, 300 km öster om huvudstaden Madrid. Maella ligger 302 meter över havet och antalet invånare är 1 995.
Terrängen runt Maella är huvudsakligen platt, men västerut är den kuperad. Runt Maella är det glesbefolkat, med 10 invånare per kvadratkilometer. Närmaste större samhälle är Caspe, 19,4 km nordväst om Maella. Trakten runt Maella består till största delen av jordbruksmark.